# Tourtelette demoiselle
Turtur brehmeri
Espèce
Statut de conservation UICN

 LC  : Préoccupation mineure
La Tourtelette demoiselle ou Tourterelle à tête bleue (Turtur brehmeri) est une espèce d'oiseaux appartenant à la famille des Columbidae. Elle est parfois appelée Colombe à tête bleue.

## Description
Cet oiseau mesure environ 25 cm pour une masse de 90 à 135 g. La tête er le cou sont bleus et tranchent sur le reste du plumage brun roux.

## Distribution
Cet oiseau vit en Afrique équatoriale.